# Baigneuses (Courbet et Hanoteau)
Baigneuses – ou encore Deux Femmes nues – est un tableau réalisé par les peintres français Gustave Courbet et Hector Hanoteau en 1858. Cette huile sur toile tronquée entre 1930 et 1950 représente deux femmes nues sur un drap blanc où l'on relève aussi un collier de perles et un bouquet de fleurs. Retrouvée en Allemagne après la Seconde Guerre mondiale, l'œuvre est confiée à la garde des musées nationaux en 1951. Affectée depuis 1986 au musée d'Orsay, à Paris, elle se trouve depuis 2021 en dépôt au musée Courbet, à Ornans, dans le Doubs.

## Historique
À l'origine la toile mesurait approximativement 2 m de haut. Entre 1930 et 1950, 2 bandes horizontales, d'environ 65 cm à la partie supérieure et d'environ 20 cm à la partie inférieure, ont été retirées. La représentation intégrale nous est parvenue grâce à une photographie d'époque.
Il est généralement admis que les personnages sont de Courbet et le paysage d'Hanoteau; un écrit de Hanoteau spécifie toutefois que seule « la tête de la femme couchée a été peinte par Courbet ».